# Óculos de natação

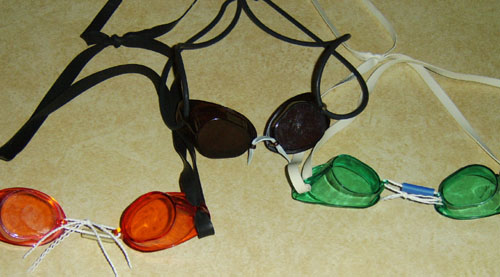
Óculos de natação

Óculos de natação são óculos especiais para a prática de esportes aquáticos. Este tipo de óculos tem a finalidade de proteger os olhos das agressões causadas por componentes químicos das piscinas, como o cloro, mas também serve para proteger os olhos da água barrenta e aumentar a visibilidade em provas realizadas no mar, sendo muito utilizados em provas de triatlo.